# Albert de Coxie
Albert de Coxie, baron de Moorseele, seigneur de Bouseval et de la Tour, est un magistrat des Pays-Bas méridionaux, né le 8 mai 1627 à Malines et mort le 13 novembre 1709 à Bruxelles.

## Biographie
Albert de Coxie est le fils de Michel de Coxie, conseiller et avocat fiscal au Grand conseil des Pays-Bas à Malines, et d'Anne Marie del Plano. Marié à Marie Thérèse Stalins, fille de Jacques Stalins et de Marie Roelants, il est le beau-père de Charles Philippe Joseph, comte de La Tour Saint-Quentin, et de Gaspar Joseph, vicomte de Villegas, conseiller au Conseil souverain de Brabant, et de Charles Ferdinand de Herzelles, lieutenant-colonel au régiment de Flandre.
Reçu membre du Grand conseil des Pays-Bas à Malines le 23  mars 1660, il passe au Conseil privé, où il est nommé conseiller et maître des requêtes ordinaires, le 3 février 1676, puis commis aux causes fiscales, le 15 juin 1684. Le même jour, il obtient le titre de membre du Conseil d'État. À la suite de la mort de Pierre-François Blondel, chef et président du Conseil privé, Coxie est désigné pour lui succéder le 12 novembre 1694.
Il préside le conseil jusqu'à la suppression de tous les conseils collatéraux par Philippe V, roi d'Espagne et souverain des Pays-Bas, qui établit en remplacement le Conseil royal le 2 juin 1702. Il est alors mis à la pension. À la suite du renversement de l'autorité de Philippe V par les puissances maritimes, celles-ci rétablirent Coxie dans ses honneurs et appointements. Il devient chef-président du Conseil d'État le 31 août 1706.

## Source
- « Coxie (Albert de) », Biographie nationale de Belgique, Académie royale de Belgique